# يو إف سي 305
يو إف سي 305: دو بليسيس ضد أديسانيا (بالإنجليزية: UFC 305: du Plessis vs. Adesanya)‏ هو حدث لفنون القتال المختلطة نظمته يو إف سي، وأُقيم في 18 أغسطس 2024، على برث أرينا في برث، أستراليا.

## النتائج
1. ↑  على لقب بطولة يو إف سي للوزن المتوسط.

## الجوائز الإضافية
حصل المقاتلون التاليون على مكافآت بقيمة 50 ألف دولار.
- قتال الليلة: دان هوكر ضد ماتيوز غامروت
- أداء الليلة: كيا كارا فرانس وكارلوس براتيس